# Uitkijktoren Ramspol

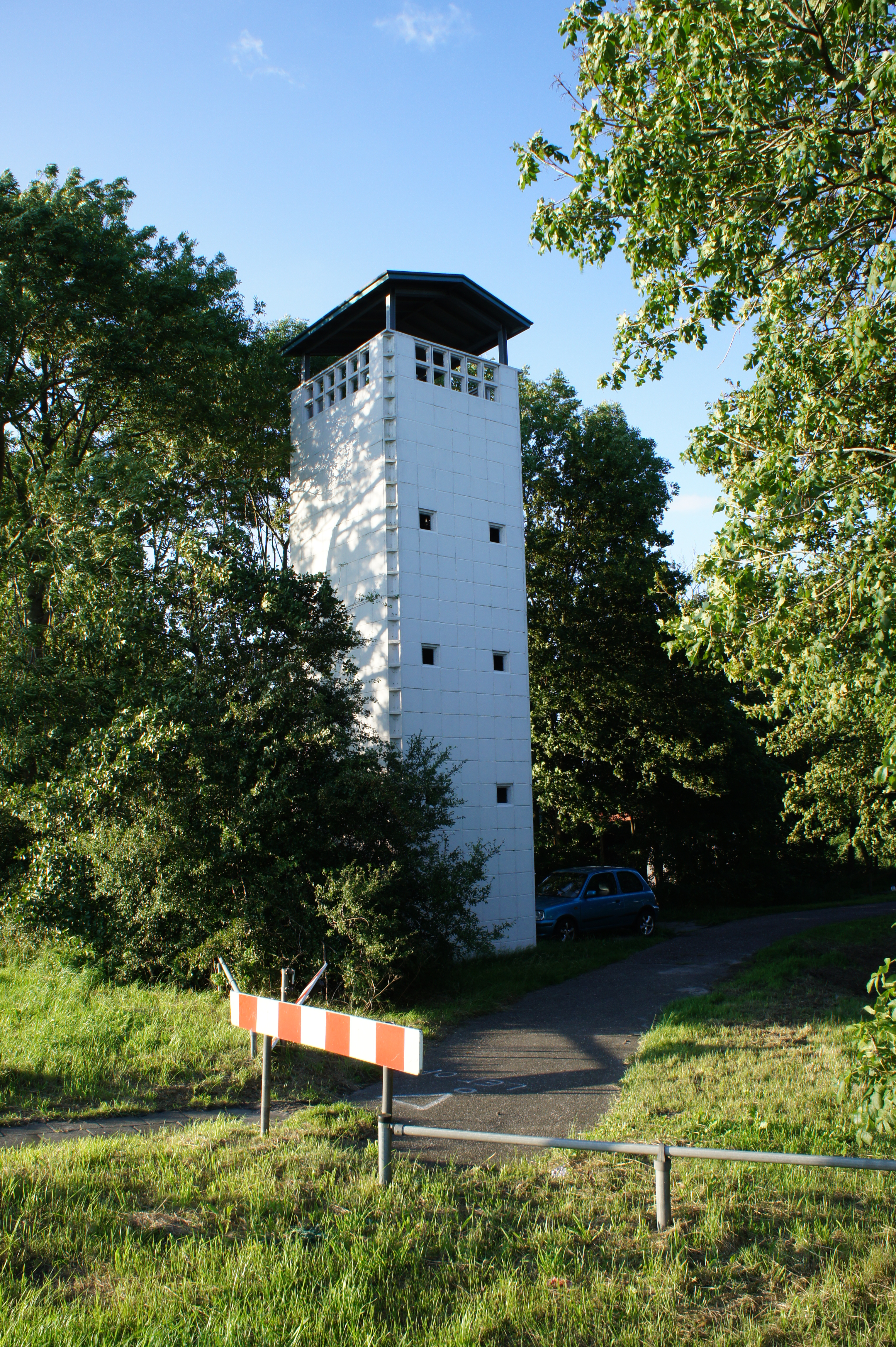
Uitkijktoren Ramspol

Uitkijktoren Ramspol is een toren die in de winter van 1956-1957 is gebouwd in de Noordoostpolder, nabij het Ramsdiep. De toren is gebouwd in opdracht van de Directie Wieringermeer door de NV Schokbeton en was bedoeld als recreatieve uitzichttoren.

## Beschrijving
Uitkijktoren Ramspol is een raatbouwtoren van circa 12,50 m hoog. Hij is gebouwd naast de Ramspolbrug als “Uitzichttoren N.O.P." door de Directie van de Wieringermeer (Noordoostpolderwerken). De toren bestaat uit een fundering, waarop vier verticale betonnen balken zijn geplaatst. De verticale balken zijn om de twee meter verbonden door horizontale balken. Hiertussen zijn met gegalvaniseerde bouten prefab betonnen raatbouwelementen vastgemaakt.
De raatbouwelementen zijn vervaardigd door de firma N.V. Schokbeton in Kampen. Schokbeton had dit betonnen prefab systeem ontwikkeld om snel en relatief goedkoop te kunnen bouwen. Schokbeton was octrooihouder van het systeem 'raatbouw'.
In augustus 1957 is de toren geopend als uitzichttoren voor publiek. Geprezen werd toen al het prachtige vergezicht vanaf de toren over de Noordoostpolder, Oostelijk Flevoland en het Kampereiland.
De toren heeft ook dienstgedaan als meetpunt voor de landmeting, op de toren bevindt zich een kernnetbout van de Rijksdriehoeksmeting met ‘NAP’ erop.

## Monument
De toren is als luchtwachttoren aangewezen als gemeentelijk monument, maar is nooit als luchtwachttoren gebruikt. De raatbouwelementen waaruit de toren gebouwd is zijn dezelfde als waarmee in de jaren 50 luchtwachttorens vervaardigd werden. Daarom is lang gedacht dat de uitkijktoren Ramspol een luchtwachttoren was. In een bos nabij Ens zijn nog de fundamenten van de werkelijke luchtwachttoren van Ens te vinden.